# Paul Klee
Paul Klee (Münchenbuchsee, 18 de diciembre de 1879-Muralto, 29 de junio de 1940) fue un pintor alemán nacido en Suiza, cuyo estilo varía entre el surrealismo, el expresionismo y la abstracción.
Estudió en la Academia de Bellas Artes de Múnich.

## Biografía

### Inicios
Paul Klee nació en Münchenbuchsee, cerca de Berna, Suiza, en una familia de músicos, de padre alemán y madre suiza.
Su padre, Hans Wilhelm Klee, nació en Tann y estudió canto, piano, órgano y violín en el Conservatorio de Stuttgart, donde conocería a su futura esposa, Ida Frick. Estuvo activo como profesor de música en el Seminario Estatal de Berna en Hofwil, hasta 1931.
Paul Klee estudió de 1886 a 1890 en la escuela primaria en Berna y recibió, desde los 7 años, clases en la escuela municipal de música. Tenía tanto talento para el violín que, a la edad de 11 años recibió una invitación para tocar como miembro extraordinario de la Asociación de Música de Berna.
En sus primeros años, siguiendo los deseos de sus padres, Klee se enfocó en sus estudios musicales; pero decidió dedicarse a las artes visuales durante su adolescencia, en parte por rebeldía y en parte por la creencia de que la música moderna carecía de significado para él. Afirmó: "No me pareció especialmente atractiva la idea de ir a la música de forma creativa en vista del declive en la historia de la música". Como músico, tocó y se sintió emocionalmente vinculado a las obras tradicionales de la música de los siglos XVIII y XIX, pero como artista anhelaba la libertad de explorar ideas y estilos radicales. A los 16 años, los dibujos de paisajes de Klee ya mostraban una habilidad considerable.
Después de varios cambios de residencia con su familia, finalmente, en 1897, se mudó a su propia casa en el distrito de Kirchenfeld en Berna, donde vivió el resto de su vida.
Klee obtuvo de su padre la ciudadanía alemana, que usaría toda su vida, dado que Suiza se negó a darle ciudadanía tras su exilio durante la persecución nazi.

Al terminar la escuela secundaria, decidió estudiar pintura. Decidió formarse en el extranjero y escogió la Academia de Bellas Artes de Múnich, donde tuvo como profesores a Heinrich Knirr y Franz von Stuck. A los diecisiete años pintó a tinta Mi habitación (1896). 

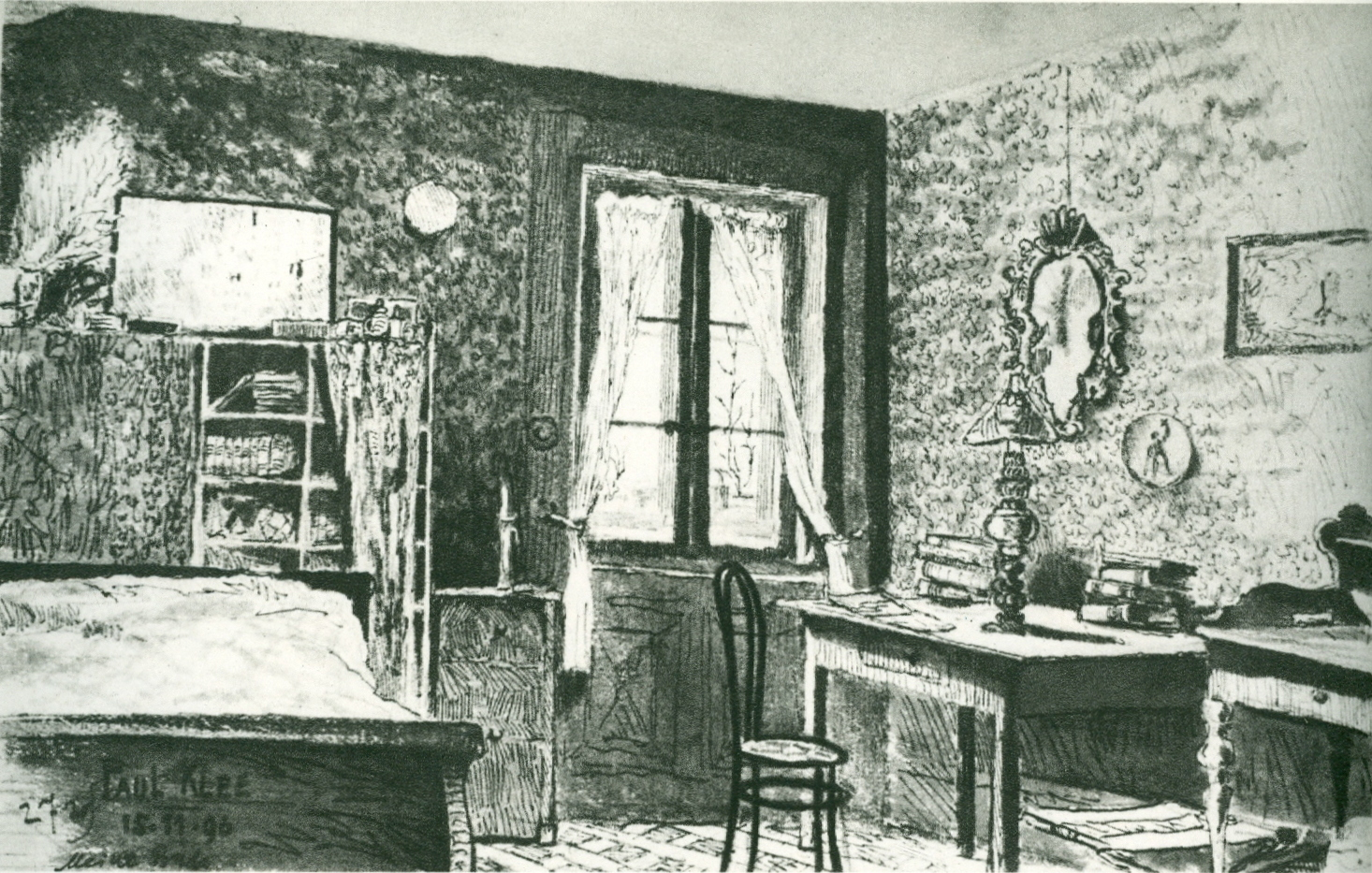
Mi habitación (1896), Klee Foundation.

Klee trabajaba con la pintura al óleo, con acuarela, tinta y otros materiales, generalmente combinándolos en un solo trabajo. Sus cuadros frecuentemente aluden a la poesía, la música y los sueños, y a veces incluyen palabras o notas musicales.

### El Blaue Reiter
En 1912, Vasili Kandinski y Franz Marc fundaron en Múnich un grupo artístico, el Blaue Reiter vinculado al expresionismo. Paul Klee no era oficialmente miembro de esta asociación, pero, aun así, se sentía muy unido al círculo de artistas que la integraban y participó en sus exposiciones. Entre los miembros del Blaue Reiter, se contaban August Macke, Gabriele Münter y Marianne von Werefkin. Todos compartían un interés por el arte gótico y primitivo y por los movimientos modernos del fovismo y el cubismo. 
El nombre del grupo deriva de una obra pictórica de Kandinsky de 1903 que a partir de 1912 sirvió de ilustración para los títulos de un anuario con ese mismo nombre.
La primera de las dos exposiciones del Blaue Reiter se inauguró el 18 de diciembre de 1911 y permaneció en la Galería Moderna de Heinrich Thannhauser, en Múnich, hasta el 1 de enero de 1912. En ella se incluyeron 49 obras de Henri Rousseau, Albert Bloch, Heinrich Campendonk, Robert Delaunay, Kandinsky, Klee y Macke. Tras este período, la exposición inició su itinerancia por otras ciudades alemanas, entre ellas Colonia y Berlín.

### Viajes
Al regresar de un viaje a Italia en 1901 se asentó en Múnich, donde conoció a Vasili Kandinski, Franz Marc y otras figuras de vanguardia.

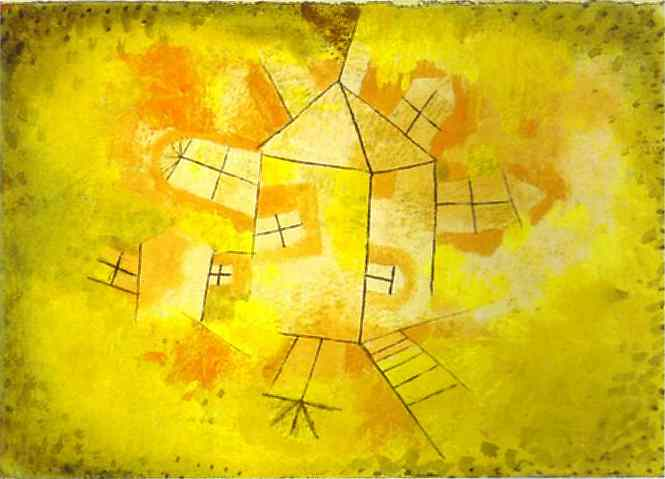
La casa giratoria, obra de 1921, Museo Thyssen-Bornemisza.

En 1914, Klee visitó Túnez y quedó impresionado con la calidad de la luz del lugar, por lo que escribió en su diario: 

"El color me posee, no tengo necesidad de perseguirlo, sé que me posee para siempre... el color y yo somos una sola cosa. Yo soy pintor."

De esta manera, al interesarse por el color, inicia su carrera en el arte abstracto. También visitó Egipto en 1928, siendo ambos lugares una fuerte influencia para su arte. Klee era uno de los Die Blaue Vier ("Los cuatro azules") junto a Kandinski, Feininger y Jawlensky. Esta agrupación, formada en 1923, expuso conjuntamente en Estados Unidos en 1924.

### Bauhaus

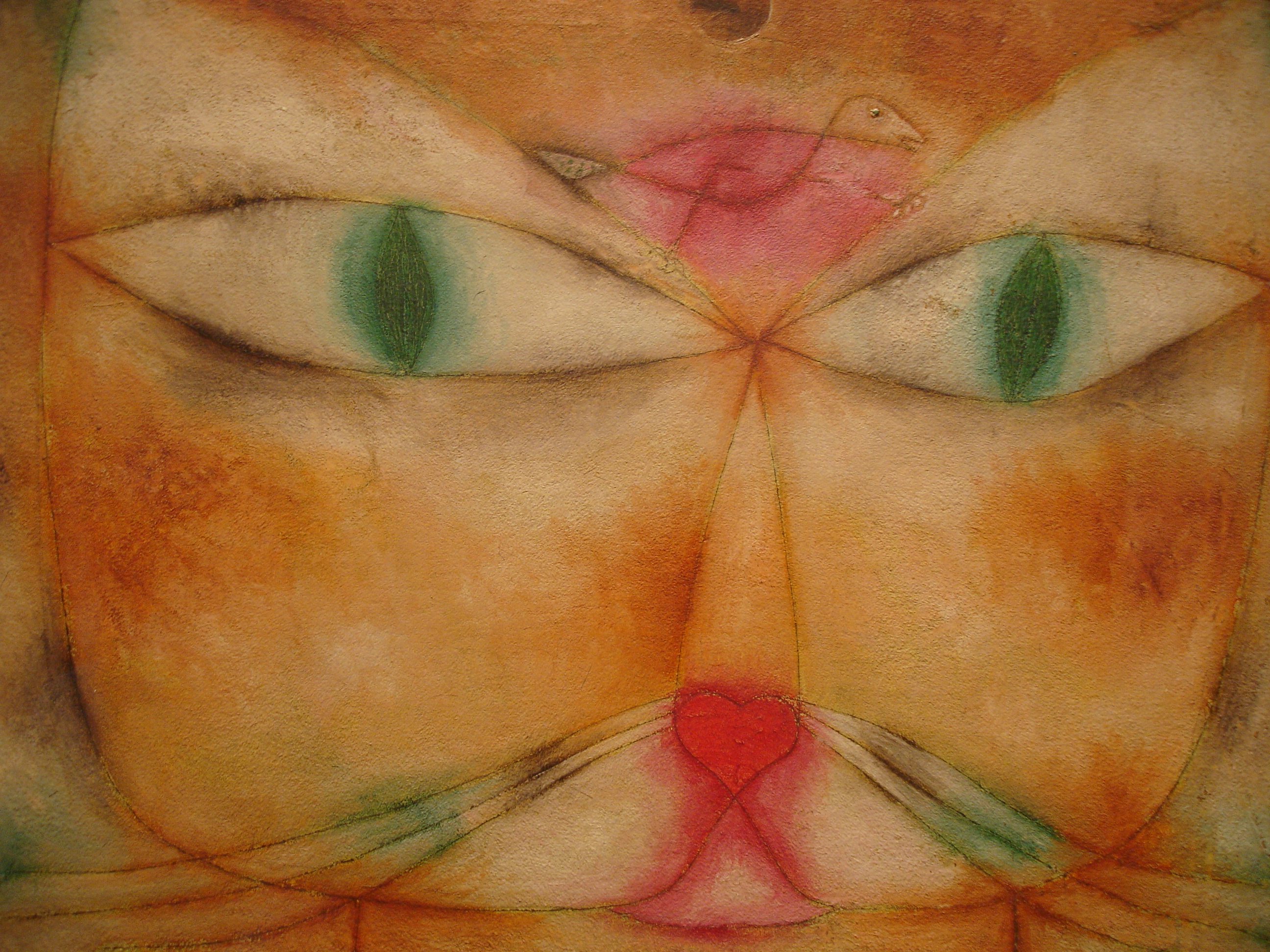
El gato y el pájaro, obra de 1928, Museo de Arte Moderno de Nueva York.

Después de la Primera Guerra Mundial, donde participó como soldado por ser ciudadano alemán, Klee enseñó en la Escuela de la Bauhaus junto a Kandinsky, y a partir de 1931, en la Academia de Bellas Artes de Düsseldorf, antes de ser denunciado por los nazis por producir «arte degenerado». En sus clases, relacionaba aspectos espirituales del ser humano y la naturaleza a ciertas teorías de la forma, el color y la composición en las artes visuales.

### Exilio
En 1933 fue expulsado de la enseñanza por el régimen nazi y regresó a Berna, donde realizó una gran exposición en la Kunsthalle (1935). En 1936 se le diagnosticó esclerodermia, una grave enfermedad degenerativa que le acompañaría el resto de su vida, aunque siguió trabajando a buen ritmo. En 1940 fue internado en una clínica de Muralto-Locarno, donde falleció el 29 de junio de ese año.

## Análisis estilístico

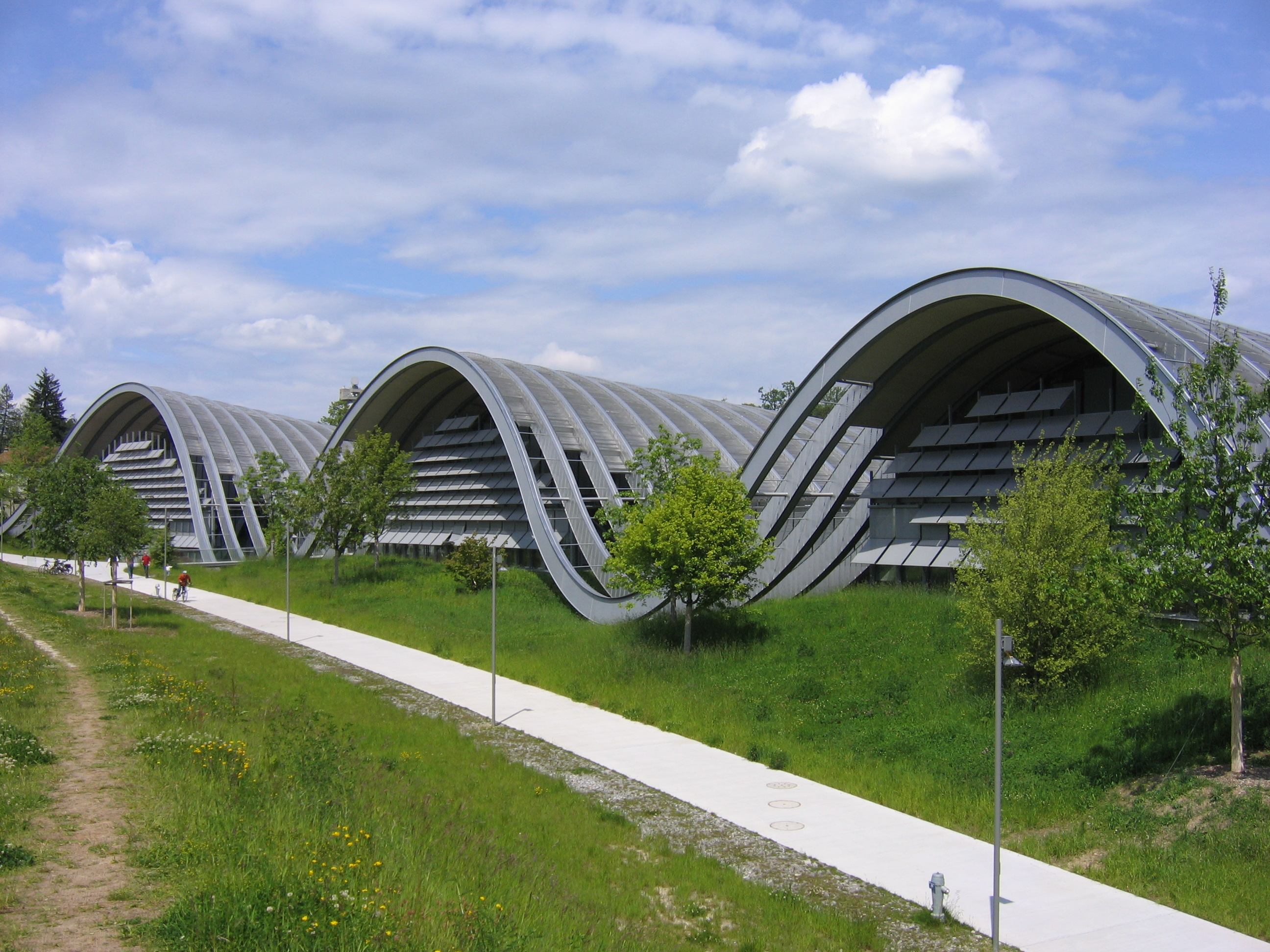
Museo de Paul Klee en Berna.

Pamela Kort escribió: "Los dibujos de 1933 de Klee enfrentan al espectador con la inigualable oportunidad de observar el aspecto central de su estética, en cuanto a combinación de parodia e ingenio. Y es aquí donde radica su verdadero significado, especialmente para aquellas personas que no llegan a percibir las dimensiones políticas del arte de Klee".

### Klee y el color
A lo largo de su vida, Paul Klee usó el color de maneras variadas y únicas, y mantuvo con él una relación que progresó con el tiempo. Para un artista que amaba tanto la naturaleza parece algo extraño que en sus comienzos Klee despreciara el color, creyendo que no era sino una decoración.
Con el tiempo Klee cambió de idea y llegó a manipular el color con una enorme precisión y pasión, hasta tal punto que terminó enseñando teoría del color y de su mezcla en la Escuela de la Bauhaus. Esta progresión, por sí misma, es de gran importancia porque le permitió escribir sobre el color con una mirada única entre sus contemporáneos.

### Legado
El arte no reproduce lo visible; más bien, hace visible.
Paul Klee.

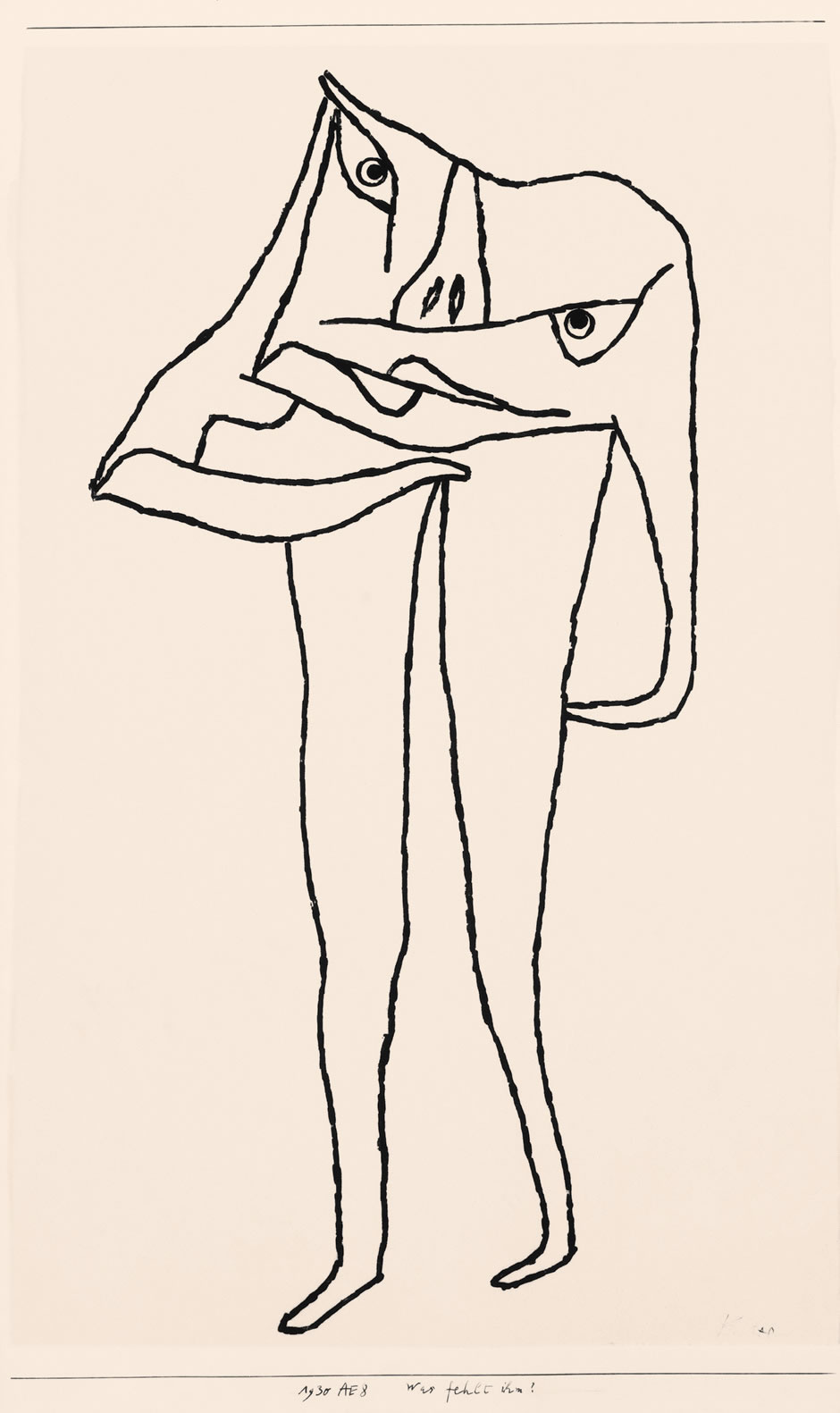
¿Qué le falta? (What Is He Missing?), 1930, dibujo de sello en tinta, papel Ingres sobre cartón, Fondation Beyeler, Riehen cerca de Basilea

"El acto de Klee es muy prestigioso. En un mínimo de una línea puede revelar su sabiduría. Él es todo; profundo, gentil y muchas más de las cosas buenas, y esto porque: es innovador", escribió Oskar Schlemmer, futuro colega artista de Klee en la Bauhaus, en su diario de septiembre de 1916.
El novelista y amigo de Klee Wilhelm Hausenstein escribió en su obra Sobre el expresionismo en la pintura: "Tal vez la actitud de Klee es en general comprensible para la gente de la música: cómo Klee es uno de los violinistas más encantadores que toca Bach y Handel, que jamás haya caminado sobre la tierra. […] Para Klee, el pintor clásico alemán del cubismo, la música del mundo se convirtió en su compañera, posiblemente incluso en una parte de su arte; la composición, escrita en notas, parece no ser diferente".
Cuando Klee visitó la exposición de surrealismo de París en 1925, Max Ernst quedó impresionado por su trabajo. Sus motivos parcialmente morbosos atrajeron a los surrealistas. André Breton ayudó a desarrollar el surrealismo y cambió el nombre de la pintura de Klee de 1912 Perspectiva de habitación con gente a Espíritu de cámara en un catálogo. El crítico René Crevel llamó al artista un "soñador" que "suelta un enjambre de pequeños piojos líricos de misteriosos abismos". El confidente de Paul Klee Will Grohmann argumentó en los Cahiers d'art que él "definitivamente se mantiene firme sobre sus pies. De ninguna manera es un soñador; es una persona moderna que enseña como profesor en la Bauhaus". Ante lo cual Breton, como recuerda Joan Miró, se mostró crítico con Klee: "Masson y yo hemos descubierto a Paul Klee. Paul Éluard y Crevel también están interesados en Klee, e incluso lo han visitado. Pero Breton lo desprecia".
El arte de los enfermos mentales inspiró a Klee, así como a Kandinsky y Max Ernst, después de que en 1922 se publicara el libro de Hans Prinzhorn Bildnerei der Geisterkranken (El arte de los enfermos mentales). En 1937, algunos artículos de La antología de Prinzhorn se presentó en la exhibición de propaganda nacionalsocialista "Arte degenerado" en Múnich, con el propósito de difamar las obras de Kirchner, Klee,  Nolde y otros artistas comparándolos con las obras de los locos.
En 1949 Marcel Duchamp comentó sobre Paul Klee: "La primera reacción frente a una pintura de Klee es el descubrimiento muy agradable, lo que cada uno de nosotros podría o podría haber hecho, intentar dibujar como en nuestra infancia. La mayor parte de su composiciones muestran a primera vista una expresión simple e ingenua, que se encuentra en los dibujos de los niños.[...] En un segundo análisis, se puede descubrir una técnica, que tiene como base una gran madurez en el pensamiento. Una profunda comprensión del manejo de la acuarela. pintar un método personal al óleo, estructurado en formas decorativas, permite que Klee se destaque en el arte contemporáneo y lo haga incomparable. Por otro lado, su experimento fue adoptado en los últimos 30 años por muchos otros artistas como base para nuevas creaciones en las más diferentes áreas de la pintura. Su extrema productividad nunca muestra evidencia de repetición, como suele ser el caso. Tenía tanto que decir, que un Klee nunca se convirtió en otro Klee."
Una de las pinturas de Klee, Angelus Novus, fue objeto de un texto interpretativo del filósofo y crítico literario alemán Walter Benjamin, quien compró la pintura en 1921. En sus "Tesis sobre la filosofía de la historia", Benjamin sugiere que el ángel representado en la pintura podría verse como el ángel de la historia.
Otro aspecto de su legado, y que demuestra su presencia multifacética en la imaginación artística moderna, es su atractivo para aquellos interesados en la historia del algoritmo, como lo ejemplifica "Homenaje a Paul Klee" del pionero del arte informático Frieder Nake.
El compositor nacido en China, Tan Dun, escribió una obra sinfónica titulada Death and Fire: Dialogue with Paul Klee (1992). En ella no pretende describir musicalmente algún trabajo en particular de Klee, sino establecer una discusión, un diálogo, entre las obras del pintor y él mismo.

## Algunas obras
- Villa R (1919)
- Angelus Novus (1920)
- Pequeño abeto (1922)
- La máquina del gorjeo (1922)
- El mensajero del otoño (1922)
- El puente rojo (1928)
- Calle principal y calle secundaria (1929)
- Ad Parnassum (1932)
- Cabeza de un mártir (1933)
- El hombre futuro (1933)
- Ángel pobre (1939)
- Teoría del arte moderno (1879-1940)
- Me llamo Paul, Paul Klee (1940)
- Muerte y fuego (1940)

## Galería

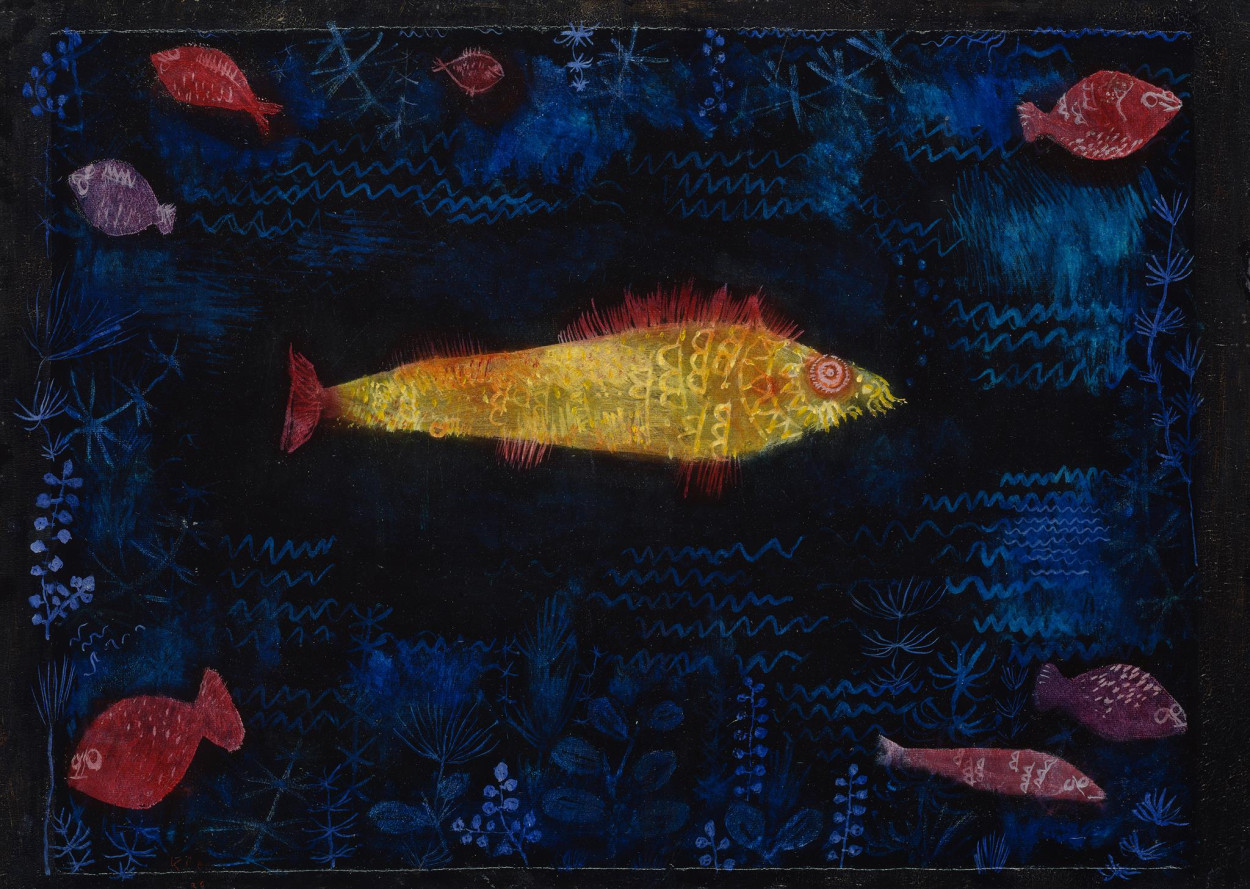
Der Goldfisch (El pez dorado), 1925
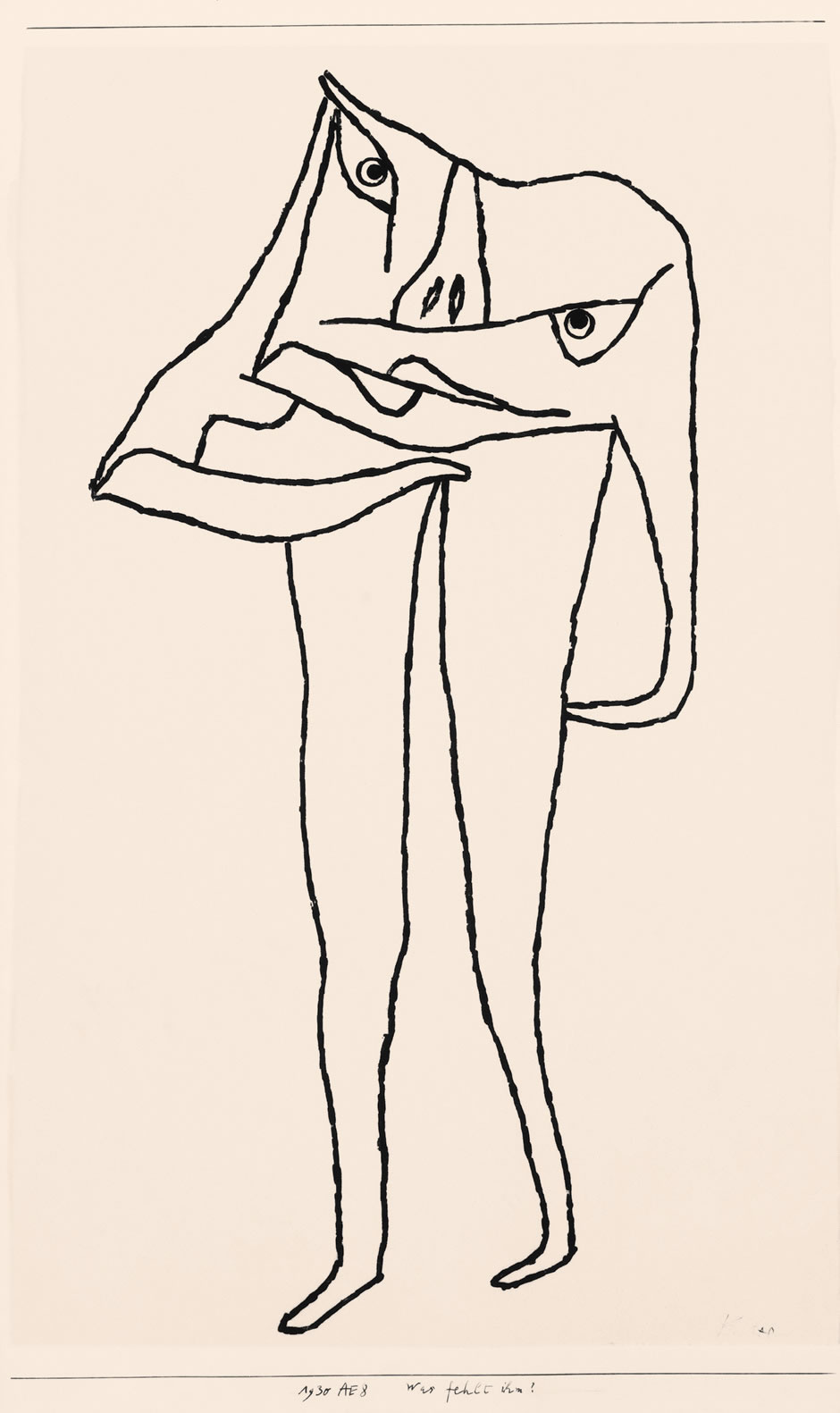
Was fehlt ihm? (¿Qué le falta?), 1930
Revolution des Viadukts (Revolución del viaducto), 1937
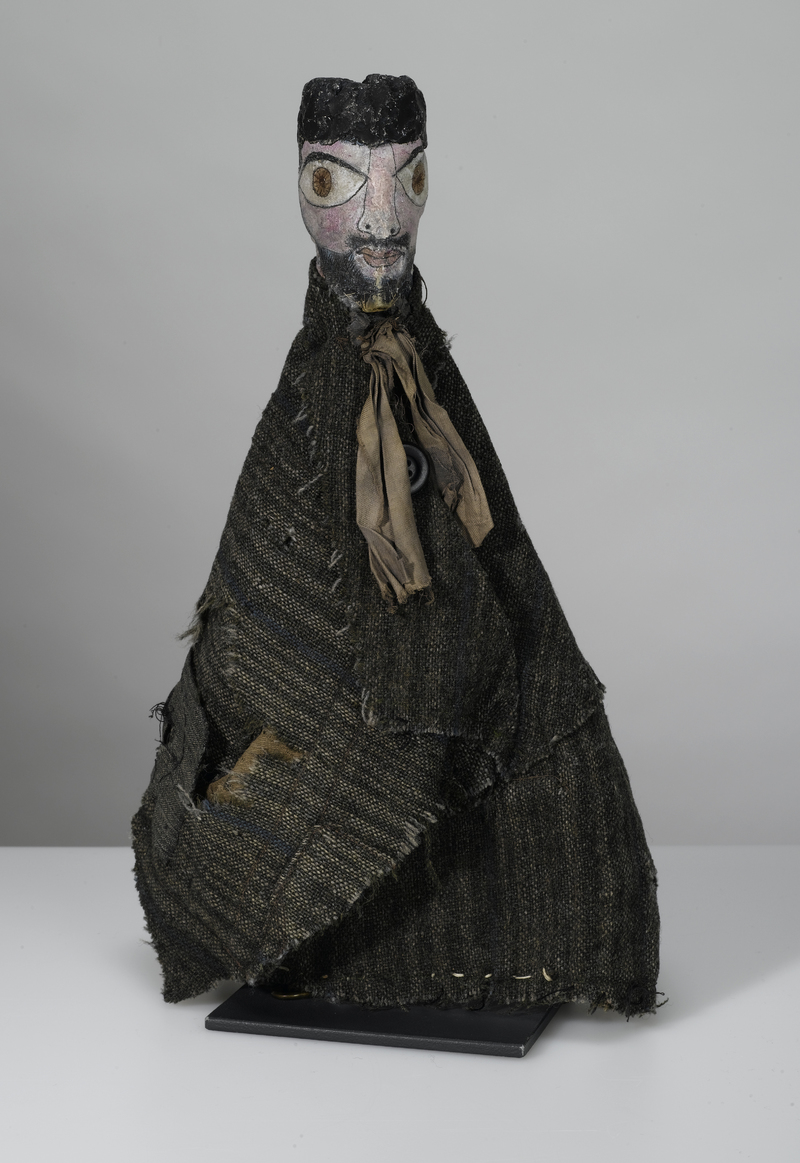
Marioneta de mano sin título (autorretrato), 1922

### Escritos de Paul Klee
- Über das Licht, traduzione del saggio di R. Deliunay La lumière, in “Der Sturm”, anno III, n.° 144-145, Berlín 1928.
- Schöpferische Konfession, in “Tribüne der Kunst und Zeit”, a cura di K. Edschmid, Erich Reiss, vol. XIII, Berlino 1920, parzialmente ripubblicata da W. Hausenstein in Kairuan oder eine Geschichte vom Maler Klee und von Kunst dieser Zeit, Kurt Wolf, München 1921, trad. it. completa in Teoria della forma e della figurazione, vol. I, Feltrinelli, Milano, 1959.
- Klees Biographie nach Angaben des Künstlers, in H. von Wedderkop, Paul Klee, Junge Kunst, vol. XIII, Klinkhardt & Biedermann, Leipzig 1920, anche in Eine biographische Skizze nach eigenen Angaben des Künstlers, in “Der Arat”, secondo numero straordinario, “Paul Klee”, Goltzverlag, München 1926.
- Die Ausstellung des modernen Bundes im Kunsthaus, Zürich, in “Die Alpen”, anno VI, n.° 12, Bern 1921.
- Über den Wert der Kritik, in “Der Arat”, anno II, München 1921.
- Wege des Naturstudiums, in “Staatliches Bauhaus Weimar 1919-1923”, Bauhaus, Weimar und Karl Nierendorf, Colonia, Bauhausverlag, Weimar und München 1923, trad. it. in Teoria della forma e della figurazione, vol. I, Feltrinelli, Milano 1959.
- Über die moderne Kunst, Benteli, Bern 1945, trad. it. in Teoria della forma e della figurazione, vol. I, Feltrinelli, Milano 1959.
- Pädagogisches Skizzenbuch, Bauhausbücher n.° 2, herausben von W. Gropius und L. Moholy-Nagy, Albert Langen, München 1925, ed. it. Quaderno di schizzi pedagogici, a cura di M. Lupano, Vallecchi Firenze, 1979.
- Wassili Kandinsky, in Katalog der Jubiläumsausstellung zum 60. Geburtstage von W. Kandinsky, Galerie Arnold, Dresde 1926.
- Emil Nolde, in Festschrift zum 60. Geburtstag von E. Nolde, Neue Kunst Fides, Dresde 1927.
- Exakte Versuche im Bereiche der Kunst, in “Bauhaus, Vierteljachrift für Gestaltung”, anno II, n.° 2-3, Dessau 1928, ripubblicato col titolo di Paul Klee spricht, in “Junge Menschen kommt ans Bauhaus”, Dessau 1929, trad. it. Esperienze esatte nel campo dell’arte, in Teoria della forma e della figurazione, vol. I, Feltrinelli, Milano 1959.
- Tagebücher von Paul Klee 1898-1918, Verlag M. DuMont Schauberg, Colonia 1957, ed. it., Diari 1898-1918, prefazione di G. C. Argan con una nota di F. Klee, trad. it. di A. Foelkel, Il Saggiatore, Milano 1960-1995.
- Das bildnerische Denken (Benno Schwabe & Co., Basel 1956), a cura di J. Spiller, ed. it. Teoria della forma e della figurazione, vol. I, a cura di M. Spagnol e R. Sapper, trad. it. di M. Spagnol e F. Saba Sardi, introduzione di G. C. Argan, Feltrinelli, Milano 1959.
- Unendliche Naturgeschichte (Benno Schwabe & Co., Basel 1970), ed. it. Teoria della forma e della figurazione. Storia naturale infinita, vol. II, trad. it. di C. Mainoldi, Feltrinelli, Milano 1970.
- Gedichte, a cura di F. Klee, ed. it. Poesie, a cura di G. Manacorda, Guanda, Parma 1978-1995.
- Briefe an die Familie, vol. I: 1893-1906; vol. II: 1907-1940, a cura di F. Klee, DuMont Buchverlag, Colonia 1970.

### Escritos sobre Paul Klee
- R. Barilli, La poetica di Klee, in id., Informale Oggetto Comportamento, vol. I, La ricerca artistica negli anni ‘50 e ‘60, Feltrinelli, Milán 1979. (en italiano)
- R. Barilli, Il cosmo di Klee, in id. L’arte contemporanea. Da Cézanne alle ultime tendenze, Feltrinelli, Milano 1984. (en italiano)
- A. Bonfand, Paul Klee. L’œil en trop, Éditions de la Différence, Paris 1988. (en francés)
- P. Boulez, Il paese fertile. Paul Klee e la musica, Leonardo Editore, Milano 1989. (en italiano)
- P. Cappelletti, L'inafferrabile visione. Pittura e scrittura in Paul Klee, Jaca Book, Milano 2003. (en italiano)
- P. Cherchi, Paul Klee teorico, De Donato, Bari 1978. (en italiano)
- M. Dantini, Klee, Jaca Book, Milano 1999. (en italiano)
- G. Di Giacomo, Introduzione a Paul Klee, Laterza, Roma-Bari, 2003. (en italiano)
- C. Fontana (a cura di), Paul Klee. Preistoria del visibile, Silvana Editoriale, Milano 1996 (en italiano)
- M. Foucault, Klee, Kandinsky, Magritte, in Questo non è una pipa, SE, Milano 1988. (en italiano)
- E. Franzini, Arte e mondi possibili. Estetica e interpretazione da Leibniz a Klee, Guerini e associati, Milano 1994-1999. (en italiano)
- C. Geelhaar, Paul Klee et le Bauhaus, Ides et Calendes, Neuchâtel 1972. (en francés)
- C. Greenberg, Saggio su Klee, trad. it. a cura di E. Pocar e C. Salmaggi, Il Saggiatore, Milano 1960.
- W. Grohmann, Paul Klee, trad. it., Sansoni, Firenze 1954. (en italiano)
- W. Grohmann, Klee, trad. it., Garzanti, Milano 1991. (en italiano)
- W. Haftmann, Nell’interregno, trad. it., Il Saggiatore, Milano 1962. (en italiano)
- W. Haftmann, The Mind and the Work of Paul Klee, Faber & Faber, London 1967.   (en inglés)
- J. M. Jordan, Paul Klee and Cubism, University Press, Princeton 1984.  (en inglés)
- F. Klee, Vita e opera di Paul Klee, trad. it., Einaudi, Torino 1971. (en italiano)
- C. Naubert-Riser, La création chez Paul Klee, Klincksieck, Paris 1978. (en francés)
- S. Partsch, Paul Klee 1879-1940, Benedikt Taschen Verlag, Berlín 1991. (en alemán)
- P. Petitpierre, Aus der Malklasse von Paul Klee, Benteli, Bern 1957. (en alemán)
- C. Roy, Paul Klee alle sorgenti della pittura, Istituto italiano di arti grafiche, Bergamo 1966. (en italiano)
- R. Verdi, Klee and Nature, Zwemmer, London 1984.  (en inglés)
- O. K. Werckmeister, Versuche über Paul Klee, Syndikat, Frankfurt 1981. (en alemán)

### Catálogo razonado sobre Paul Klee
- P. Klee, Catalogue Raisonné, vol. I, 1883-1912, Paul Klee Stiftung, Kunstmuseum Bern, Bern 1998.
- P. Klee, Catalogue Raisonné, vol. II, 1913-1918, Paul Klee Stiftung, Kunstmuseum Bern, Bern 2000.
- P. Klee, Catalogue Raisonné, vol. III, 1919-1922, Paul Klee Stiftung, Kunstmuseum Bern, Bern 1999.
- P. Klee, Catalogue Raisonné, vol. IV, 1923-1926, Paul Klee Stiftung, Kunstmuseum Bern, Bern 2000.
- P. Klee, Catalogue Raisonné, vol. V, 1927-1930, Paul Klee Stiftung, Kunstmuseum Bern, Bern 2001.
- P. Klee, Catalogue Raisonné, vol. VI, 1931-1933, Paul Klee Stiftung, Kunstmuseum Bern, Bern 2002.
- P. Klee, Catalogue Raisonné, vol. VII, 1934-1938, Paul Klee Stiftung, Kunstmuseum Bern, Bern 2003.
- P. Klee, Catalogue Raisonné, vol. VIII, 1939, Paul Klee Stiftung, Kunstmuseum Bern, Bern 2003.
- P. Klee, Catalogue Raisonné, vol. IX, 1940, Paul Klee Stiftung, Kunstmuseum Bern, Bern 2004.